# Касумигаура (город)
Касумигаура (яп. かすみがうら市 Касумигаура-си) — город в Японии, находящийся в префектуре Ибараки. Площадь города составляет 156,61 км², население — 42 159 человек (1 августа 2014), плотность населения — 269,20 чел./км².

## Географическое положение
Город расположен на острове Хонсю в префектуре Ибараки региона Канто. С ним граничат города Исиока, Цутиура, Намегата.

## Население
Население города составляет 42 159 человек (1 августа 2014), а плотность — 269,20 чел./км². Изменение численности населения с 1980 по 2005 годы:
| 1980 | 38 797 чел. |  |
| 1985 | 41 306 чел. |  |
| 1990 | 43 013 чел. |  |
| 1995 | 45 288 чел. |  |
| 2000 | 45 229 чел. |  |
| 2005 | 44 603 чел. |  |

## Символика
Деревом города считается каштан, цветком — гортензия, птицей — Cettia diphone.